# 石仰山
石仰山（1933年—2015年12月27日），名锡煜，男，汉族，江苏无锡人，中国中医伤科专家，上海市黄浦区中心医院名誉院长，第二届国医大师，石氏伤科第四代传人。